# Hornosvratecká vrchovina
Koordinaten: 49° 40′ N, 16° 0′ O

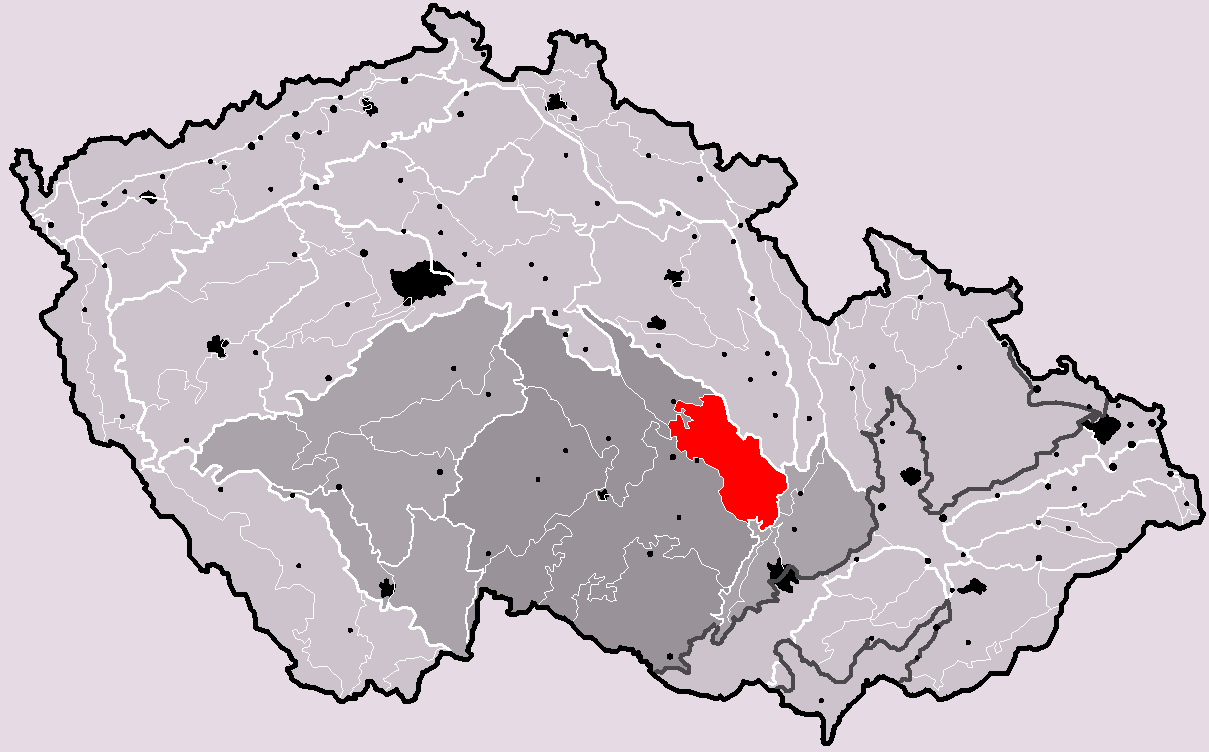
Hornosvratecká vrchovina innerhalb der Geomorphologischen Einteilung Tschechiens

Hornosvratecká vrchovina (deutsch Bergland der Oberen Swratka) befindet sich in der Mikroregion Porta und ist Bestandteil der Böhmisch-Mährischen Höhe, die wiederum in Tschechien geomorphologisch zur Böhmisch-Mährischen Subprovinz zählt.
Das Gebirge besteht aus Granodioriten, Dioriten, Gabbros, Paragneisen und glimmerhaltigen Metapeliten. Das Streichen der Gesteine verläuft von Nordwest nach Südost. Die nordöstliche Grenze verläuft entlang einer Bruchlinie in scharfer Abgrenzung zu den Ablagerungen der Böhmischen Kreide.
Es wird untergliedert in Saarer Berge, Arnolecké hory und Nedvědická vrchovina. Die Flora des Gebirgszuges besteht aus einem Mix von Wäldern, Wiesen und Feldern, darunter vereinzelte Felsen und tiefe Täler. Der höchste Berg ist der Devět skal (Neun Felsen) mit 836 M. ü. M.